# Hypocometa dialitha
Hypocometa dialitha là một loài bướm đêm trong họ Geometridae.